# 長遠寺 (広島市)
長遠寺（じょうおんじ）は、広島県広島市中区大手町にある日蓮宗の寺院。山号は無量山。旧本山は京都要法寺、興統法縁。

## 歴史
元和5年（1619年）日堯により開山。昭和20年（1945年）8月6日の広島原爆で焼失する。爆心地より890ｍの距離であった。

## 境内
- 本堂

## 寺宝
- 板曼荼羅
- 日蓮聖人木像
  - 島根県平田市の本妙寺に疎開していたため焼失を免れ本堂内に現存する。

## その他
- 鈴木三重吉（児童文学者）の墓所がある。

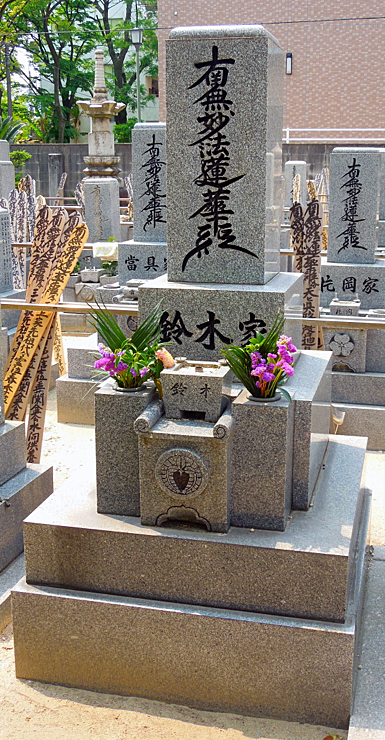
鈴木家之墓

  - 赤い鳥の会事務局として広島における文学の拠点となるべく活動している。